# (535027) 2014 WY509
(535027) 2014 WY509 est un objet transneptunien de magnitude absolue 5,85. 
Son diamètre est estimé à 302 km, ce qui pourrait le qualifier comme candidat au statut de planète naine.